# Friedrich Ferdinand Bawyr von Frankenberg
Friedrich Ferdinand Ignatz Bawyr von Frankenberg (auch: von Frankenberg ohne Bawyr oder Baur von Frankenberg) (* 1662 auf Haus Hohenholz; † März 1726) aus dem Adelsgeschlecht der Herren von Buer war kurpfälzischer Rat, bergischer Amtmann zu Löwenberg/Lülsdorf, bergischer Pfennigmeister sowie Generalleutnant der Kavallerie.

## Herkunft
Friedrich Ferdinands Vater war der jülich-bergische Hofkammerrat, Oberst der Kavallerie, bergischer Amtmann zu Löwenberg/Lülsdorf und pfalz-neuburgischer Amtmann zu Burg Landsberg in der Pfalz Johann Friedrich Bawyr von Frankenberg (* um 1636, † 1689); seine Mutter dessen erste Ehefrau Anna Maria Katharina von Weichs (urkundl. 1661–1665, † 1672).
Friedrich Ferdinand hatte mindestens fünf Voll- und weitere sechs Halbgeschwister aus der zweiten Ehe des Vaters. Unter seinen Geschwistern waren auch Franz Anton Bawyr von Frankenberg, wie er Generalleutnant der Kavallerie, und Maria Sophia Bawyr von Frankenberg, Äbtissin St. Cäcilien zu Köln.

## Leben & Karriere
Friedrich Ferdinand war von 1687 bis 1720 Amtmann zu Löwenberg/Lülsdorf, außerdem Geheimer Rat, Obrist und Generalleutnant der Kavallerie. Von 1681 bis 1726, d. h. bis zu seinem Tod, besaß er als ältester Sohn Haus Böckum, darüber hinaus ebenfalls Haus Rommeljans und Haus Hohenholz.
1708 bat Friedrich Ferdinand um Bauholz, da im Jahr 1702 im Zuge der Belagerung der Stadt Kaiserswerth als Teil des Spanischen Erbfolgekriegs die Böckumer Stallungen, Scheune und Schuppen niedergebrannt waren. 1713 wurde ihm zusammen mit seinem Bruder Franz Anton der Grafentitel erteilt und zwei Jahre später (1715) wurde Friedrich Ferdinand Bergischer Pfennigmeister. Zum Freiherrn wurde er 1720 aufgeschworen. Friedrich Ferdinand verstarb im März 1726 unverheiratet und kinderlos.